# Roques d'en Tos
Les Roques d'en Tos és una muntanya de 194 metres que es troba al municipi de Maçanet de la Selva, a la comarca de la Selva.